# ジークムント (ブランデンブルク＝クルムバッハ辺境伯)
ジークムント・フォン・ブランデンブルク＝クルムバッハ（Siegmund von Brandenburg-Kulmbach、1468年9月27日 - 1495年2月26日）は、ブランデンブルク選帝侯アルブレヒト・アヒレスとザクセン選帝侯フリードリヒ2世の娘アンナとの3番目の息子で、ブランデンブルク選帝侯ヨハン・ツィーツェロとブランデンブルク＝アンスバッハ辺境伯フリードリヒ2世の弟。
1486年3月11日にブランデンブルク＝クルムバッハ辺境伯となったが、1495年に独身のまま亡くなった。その所領は、兄のフリードリヒ2世が相続した。

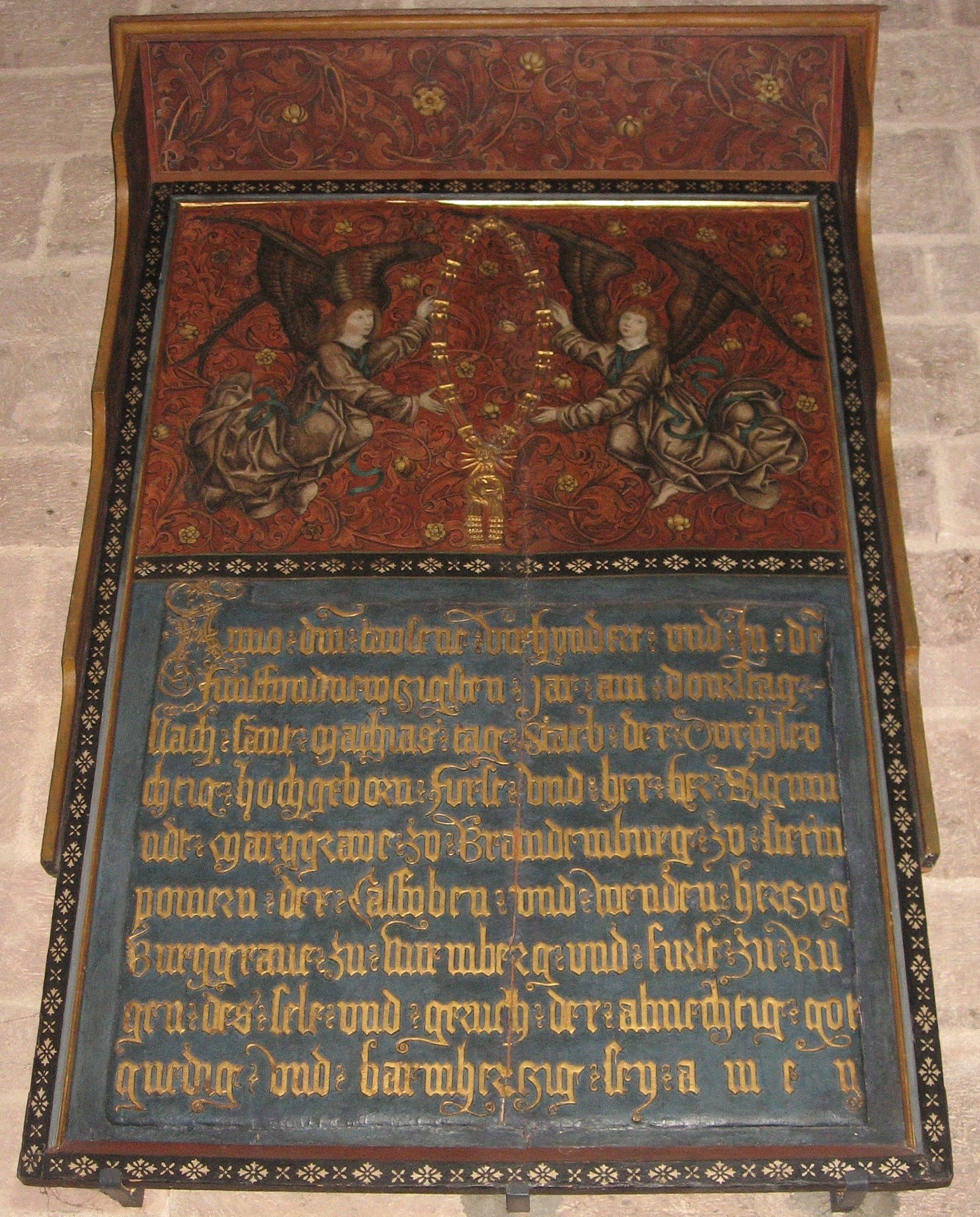
ジークムントの銘板（ハイルスブロン修道院）